# Esther De Jong
Esther de Jong (Paesi Bassi, 16 maggio 1974) è una modella olandese.

## Carriera
Esther de Jong inizia la propria carriera nel mondo della moda per caso, quando si trovò a sostituire l'assenza di una modella che non si era presentata per un servizio fotografico della fotografa Anette Aurell, per la quale la de Jong stava lavorando come assistente. Quando le fotografie di Esther de Jong furono viste dal marito di Anette Aurell, l'uomo decise di presentare la giovane a Marilyn Gauthier, direttrice della prestigiosa agenzia di moda Marilyn Agency, che offrì un contratto alla de Jong.
La prima esperienza importante per la modella fu la copertina di Vogue Italia del gennaio 1996, a cui seguirono anche quelle di giugno 1996 e giugno 1997, oltre che quelle di Glamour Italia (1997), Vogue Germania (1997) e Spur (2002). Inoltre la modella ha sfilato per alcune fra le più importanti case di moda internazionali come Alberta Ferretti, Anna Sui, Calvin Klein, Nino Cerruti, Chanel, Chloé, Christian Dior SA, Christian Lacroix, DKNY, Dolce & Gabbana, Fendi, Iceberg, John Galliano, Karl Lagerfeld, Marc Jacobs, Max Mara, Missoni, Miu Miu, Prada, Sonia Rykiel, Sportmax e Vivienne Westwood.
Esther de Jong è stata anche la protagonista delle campagne pubblicitarie di Adrienne Vittadini, Alberta Ferretti, Bazar de Christian Lacroix, Bloomingdale's, Céline, Cerruti 1881, Chanel, Christian Dior Lunettes, Clinique Happy, DKNY, Gianfranco Ferré, Guerlain, Hermes, Nicole Farhi, Prada, Cavalli, Rochas, Saks Fifth Avenue e Sonia Rykiel. Grazie a queste esperienze la modella ha avuto l'opportunità di lavorare con fotografi di Steven Meisel e Nick Knight.
Dal 2001, in seguito alla nascita del figlio Oscar, ha ridotto progressivamente le sue apparizioni sulle passerelle, salvo comparire nel 2004 sul calendario Pirelli.

## Agenzie
- Marilyn Agency
- Select Model Management
- DNA Model Management
- City Models - Paris